# Scotia (Nova York)
Scotia és una població dels Estats Units a l'estat de Nova York. Segons el cens del 2000 tenia 7.957 habitants.

## Demografia
Segons el cens del 2000, Scotia tenia 7.957 habitants, 3.233 habitatges, i 2.014 famílies. La densitat de població era de 1.796,6 habitants per km².
Dels 3.233 habitatges en un 34,2% hi vivien nens de menys de 18 anys, en un 46,8% hi vivien parelles casades, en un 12,3% dones solteres, i en un 37,7% no eren unitats familiars. En el 32,8% dels habitatges hi vivien persones soles el 13,7% de les quals corresponia a persones de 65 anys o més que vivien soles. El nombre mitjà de persones vivint en cada habitatge era de 2,36 i el nombre mitjà de persones que vivien en cada família era de 3,04.
Per edats la població es repartia de la següent manera: un 26,2% tenia menys de 18 anys, un 5,8% entre 18 i 24, un 29,8% entre 25 i 44, un 21,5% de 45 a 60 i un 16,7% 65 anys o més.
L'edat mediana era de 38 anys. Per cada 100 dones de 18 o més anys hi havia 77,6 homes.
La renda mediana per habitatge era de 42.028 $ i la renda mediana per família de 51.449 $. Els homes tenien una renda mediana de 38.074 $ mentre que les dones 27.946 $. La renda per capita de la població era de 20.386 $. Entorn del 5,9% de les famílies i el 6,6% de la població estaven per davall del llindar de pobresa.